# Église San Giuseppe a Chiaia de Naples
L'église San Giuseppe a Chiaia (en français : église Saint-Joseph), est une église catholique de style baroque les plus remarquables de la ville de Naples (Italie). Elle donne sur la riviera di Chiaia qui longe la baie de Naples. L'église Saint-Joseph dépend de l'archidiocèse de Naples.

## Histoire
L'église est construite suivant les désirs du père jésuite Flaminio Magnati comme chapelle desservant une nouvelle maison de repos pour les malades de la Compagnie de Jésus. Celle-ci est bientôt transformée en noviciat. L'église est agrandie en 1666-1673 par Tommaso Carrere.
Un siècle plus tard, la Compagnie étant dissoute (1773) et les Jésuites expulsés, le bâtiment devient une école de la Marine. Plus tard encore, en 1817, le roi Ferdinand des Deux-Siciles attribue les bâtiments à un hospice pour aveugles appelé Maison Saint-Joseph-et-Sainte-Lucie.

## Description
L'église telle qu'on la voit aujourd'hui est construite grâce à des dons privés dans la seconde moitié du XVIIe siècle. Elle est disposée selon les canons de l'architecture jésuite. sur la façade un bas-relief illustre la Fuite en Égypte de la Sainte Famille.

## Patrimoine
L'intérieur abrite des tableaux de grande valeur artistique et historique. Entre autres:
- un portrait de saint Ignace de Loyola de Luca Giordano
- La Famille de la Vierge de Nicola Malinconico
- une Sainte Anne et une Sainte Famille de Francesco di Maria.

## Galerie

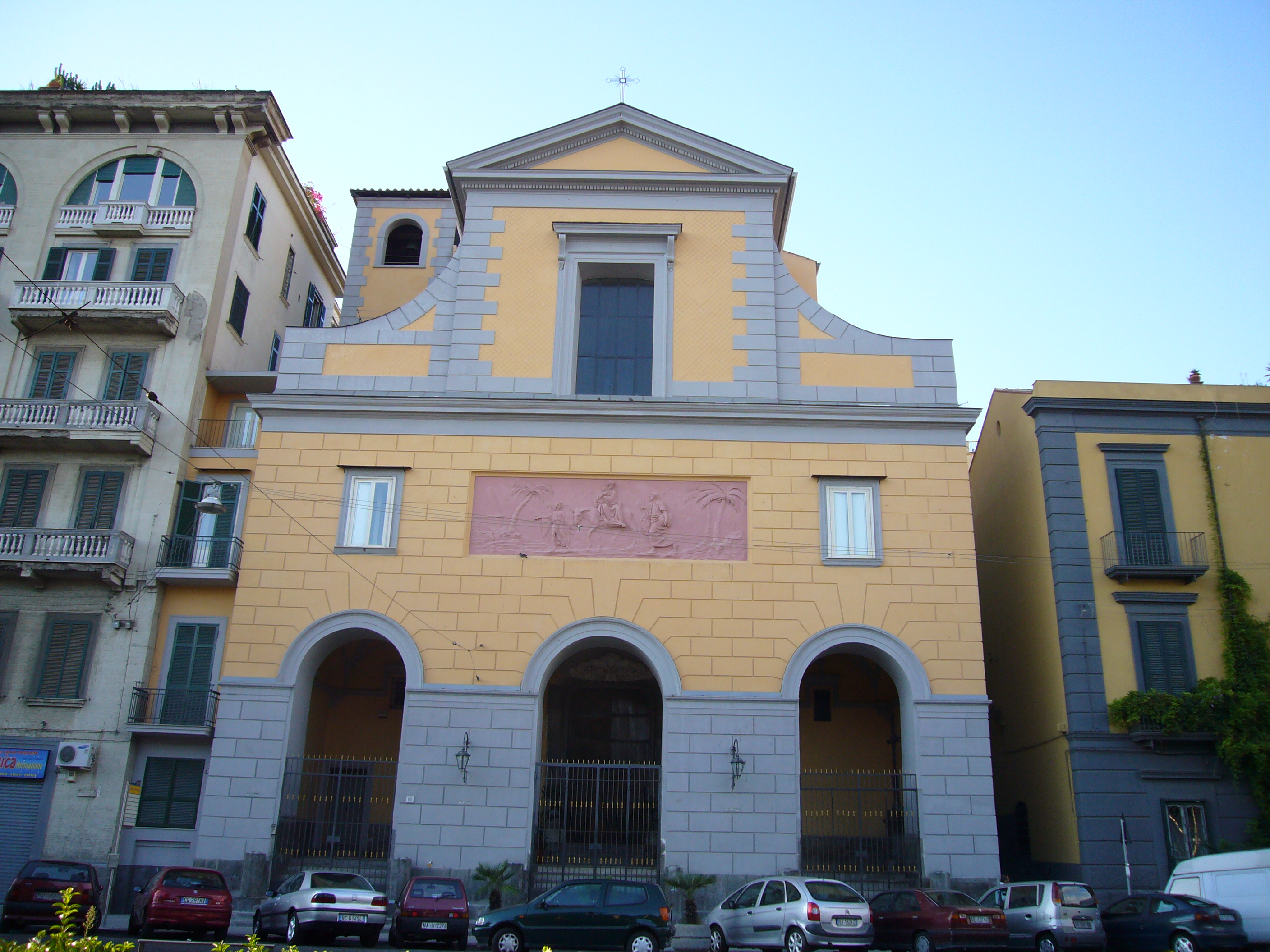
Façade de l'église, typiquement de style jésuite.
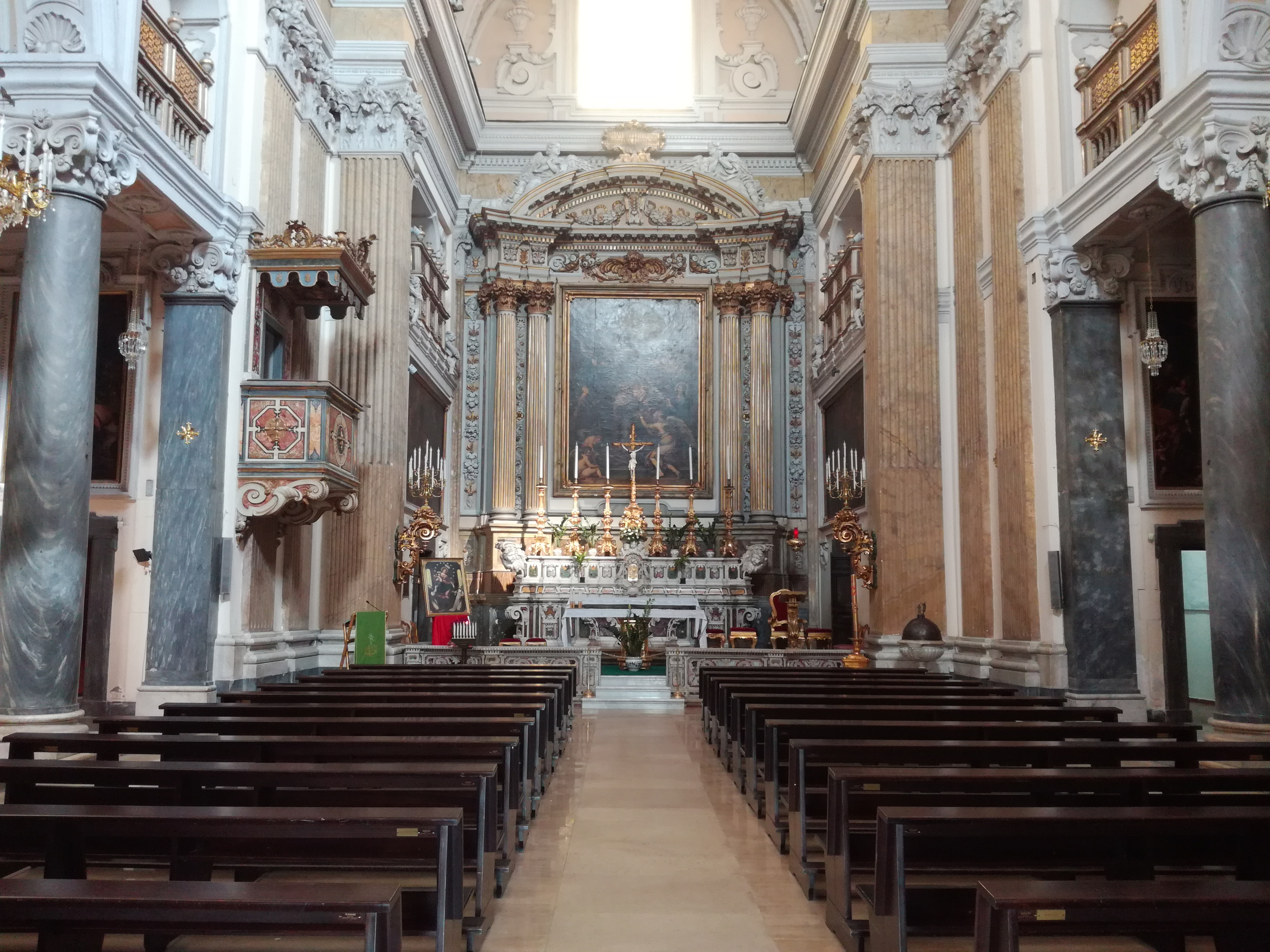
Vue de la nef avec le maître-autel au fond.
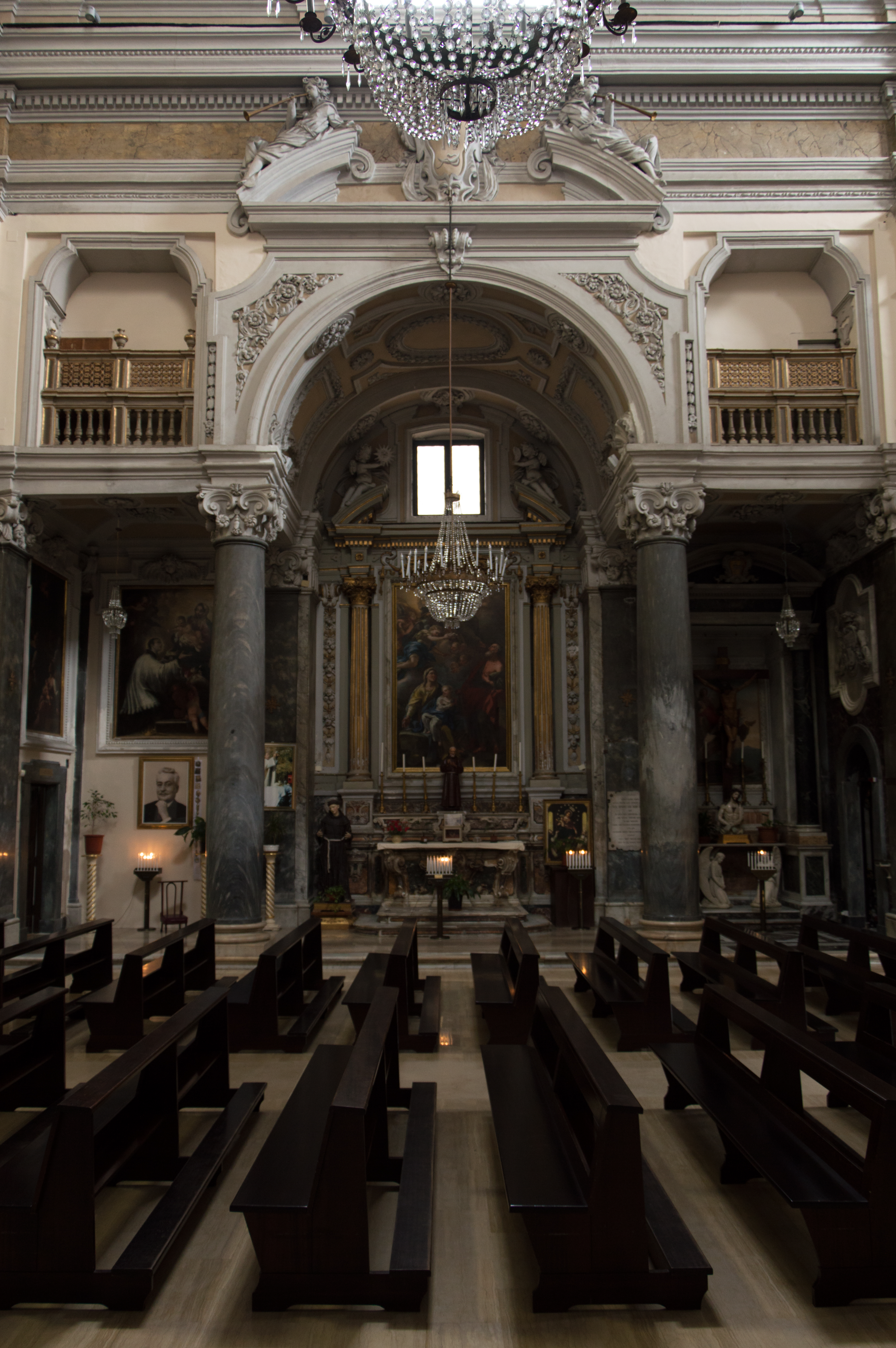
Vue du transept droit.